# Sainte-Pallaye
Sainte-Pallaye es una localidad y comuna francesa situada en la región de Borgoña, departamento de Yonne, en el distrito de Auxerre y cantón de Vermenton.

## Demografía
| 262 | 266 | 278 | 278 | 268 | 268 | 298 | 289 | 283 | 276 | 286 | 287 | 270 | 275 | 261 | 250 | 239 | 214 | 195 | 192 | 184 | 188 | 199 | 166 | 143 | 150 | 144 | 139 | 119 | 110 | 89 | 97 | 115 |
| Para los censos de 1962 a 1999 la población legal corresponde a la población sin duplicidades (Fuente: INSEE [Consultar]) |     |     |     |     |     |     |     |     |     |     |     |     |     |     |     |     |     |     |     |     |     |     |     |     |     |     |     |     |     |    |    |     |